# 陳哲敏
陳 哲敏（ちん てつびん、1909年 - 1961年8月26日）は、四川省渠県出身のカトリック司祭。別名を陳文中といい、1950年代における中国カトリックの“四大才子”（董世祉、張伯達、陳哲敏、沈士賢）の一人であり、ローマのウルバノ大学教授で哲学博士でもあった。

## 生涯
1946年、ローマ教皇庁は最初の駐華大使であるリベリ大司教を派遣し、陳哲敏はその中国語の秘書を担当した。1947年、リベリは指示陳哲敏と趙玉明（東北林東知牧区司教）などにウォルシュ司教が創立した中国全土のカトリック教務を指導およびこれと協調する組織である天主教中華全国教務協進委員会（Catholic Central Bureau）を助けるよう指示した。1948年、陳哲敏は震旦女子文理学院の教員を兼任し、大学1年次の倫理学、2年次の哲学を担当した。彼は機会ごとに青年学生と接触し、カトリックの信仰に忠実であり、譲歩するなと励ました。
ある人が、レジオ・マリエが災いを引き起こしたと見做したら、陳哲敏は「もしレジオ・マリエがなければ、聖母会や聖体軍、またはその他の宣教団体を探し、最後に教会そのものを攻撃するだろう」と語った。このように、彼は青年学生の間にこれまでなかった宗教的熱情を引き起こしたのであった。
1951年9月6日、陳哲敏、沈士賢、侯之正、高楽康（Le Grand）、趙玉明（Mg. Prevost）の5人は、上海天主教協進会で、マグラス神父はコロンバン会で同日に逮捕された。
陳哲敏は逮捕されてから、まず上海市南車站路看守所（工作員を監禁する場所）に閉じ込められた。陳哲敏は獄中で便器を利用してマグラス神父に、“I am Matthew Chen. About Riberi, I didn't say anything, please don't trust them.”（私は陳哲敏だ。リベリのことは何も言っていないので、彼らを信用するな。）と伝えた。
1960年3月17日、同じく1955年9月8日に逮捕された龔品梅司教らと一緒に判決を受けた（教区の聖職者は朱雪帆、劉季澤、張希斌、陳哲敏、傅鶴洲、李度、侯之正（既に監獄で病死）。イエズス会は、王仁生、朱樹徳、蔡石方、朱洪聲、陳天祥、陳雲棠、金魯賢）。陳哲敏、張希斌、朱樹徳は懲役20年に処せられた。
判刑後、陳哲敏、傅鶴洲、王仁生、朱樹徳の4人は共に安徽省の黄山に送られ、道路修築の労役に服した。8月中旬、長江沿いの狄港新生採石場である湖花場分場に移された。陳哲敏と家族は音信不通となり、生活も極めて困窮した。1961年8月16日、陳哲敏は巣湖地区の廬江県境内の窪地にある白湖農場（安徽省最大の監獄労働改造農場）の老十二大隊（重労働改造大隊）に移された。8月26日午前、陳哲敏は極度の栄養失調と過酷な労役により、農場医院行きの小船の上で餓死した。上海教区の財務管理司祭である傅鶴洲が終油の秘蹟を施した。亡骸は白湖医院の馬家山の上に葬られた。

## 著作
- 『公教與文化』、上智編譯館、1950年
- 『天主教術語名辭漢譯問題』